# Častkov
Častkov je obec na Slovensku v okrese Senica. Žije v ní 550 obyvatel.

## Historie
První písemná zmínka o vesnici pochází z roku 1394.

## Pamětihodnosti
- V obci stojí novorománský evangelický kostel z let 1876–1877 a římskokatolický kostel sv. Cyrila a Metoděje z roku 1939.
- Koryto potoka Chvojnica je chráněno jako stejnojmenná přírodní památka.